# 跨越97演唱會
《跨越97演唱會 （页面存档备份，存于）》張國榮在1996年及1997年於世界各地開展的一次巡迴演出活動。場數近百場。(香港24場,海外60-80場之間)

## 巡演簡介
- 1996年張國榮重返闊別六年的紅磡體育館舞台，之後到世界各地巡迴演出。張國榮於演唱會上為兒童癌症基金會籌得港幣一百萬元。張國榮邀請了台灣歌手辛曉琪、莫文蔚、舒淇、梅艷芳擔任演唱會嘉賓，張叔平擔任服飾設計。
- 演唱會首站於紅磡體育館舉行，由1996年12月12日演出至1997年1月4日，香港總共24場演出。
- 第一位在荷蘭舉辦個人演唱會的華人歌手。

以下是跨越97演唱會巡迴演唱行程表(部份海外巡迴)
| 日期(1997年)   | 地點         | 演出場地                         |
| -------------- | ------------ | -------------------------------- |
| 1月25-26日     | 東京         | Tokyo International Forum Hall A |
| 1月28日        | 大阪         | Osaka Festival Hall              |
| 1月31日-2月1日 | 新加坡       | 新加坡室內體育館                 |
| 2月9-10日      | 中山         | 中山體育場                       |
| 2月11-12日     | 汕頭         | 汕頭國家體育場                   |
| 3月29-30日     | 美國大西洋城 | Trump Taj Mahal Casino Resort    |
| 4月5日         | 加拿大多倫多 | Varsity Arena                    |
| 4月7日         | 加拿大溫哥華 | Orpheum Theatre                  |
| 4月9日         | 美國三藩市   | Masonic Hall                     |
| 4月11日        | 美國洛杉磯   | Shrine Auditorium                |
| 4月25日        | 台北         | 台北體育館                       |
| 4月27日        | 台中         | 台中體育館                       |
| 4月29日        | 高雄         | 高雄體育館                       |
| 5月6日         | 英國曼徹斯特 | Nynex Arena                      |
| 5月11日        | 英國倫敦     | Wembley Arena                    |
| 5月            | 荷蘭         |                                  |
| 5月25日        | 澳洲柏斯     |                                  |
| 5月30日        | 澳洲雪梨     | Sydney Entertainment Centre      |
| 6月1日         | 澳洲布里斯班 | Conrad Jupiters Showroom         |
| 6月2日         | 澳洲墨爾本   |                                  |
| 6月5-6日       | 東京         | Tokyo International Forum Hall A |
| 6月9日         | 大阪         | Osaka Festival Hall              |
| 6月13-15日     | 廣州         | 天河體育場                       |

## 香港站尾場
1997年1月4日張國榮唱出《月亮代表我的心》这首歌來送給其母亲和唐鶴德，稱唐鹤德和自己的母親是「生命中至愛的朋友和親人」。張國榮公開感謝唐鹤德，而且透露出自己在人生最失意、最倒楣時，經濟狀況最差時，唐將所有的薪金借給張國榮渡過難關。

## 唱片專輯
張國榮跨越97演唱會cd
- Opening : 風再起時
- 今生今世
- Medley: 戀愛交叉/打開信箱/藍色憂鬱/黑色午夜/Monica
- 柔情蜜意
- 愛慕
- 側面
- 儂本多情
- 有心人
- Medley: 阿飛正傳/夢/A Thousand Dreams of You
- Medley: 啼笑姻緣/當愛已成往事/啼笑姻緣
- 怪你過份美麗
- 風繼續吹
- 只怕不再遇上
- 怨男
- 熱辣辣
- Medley: 想你/偷情
- 深情相擁
- 談情說愛
- Medley: 紅髮白顏/最愛
- 明星
- 紅
- 為你鍾情
- 月亮代表我的心
- 追

跨越97演唱會LD/VCD
Side A
- Opening : 風再起時
- 今生今世
- Medley: 戀愛交叉/打開信箱/藍色憂鬱/黑色午夜/Monica
- 愛慕
- 側面
- 有心人
- Medley: 阿飛正傳/夢/A Thousand Dreams of  You
- Medley: 京劇+當愛已成往事/啼笑姻緣
- 怪你過份美麗
- 風繼續吹

Side B
- 怨男
- Medley: 想你/偷情
- 談情說愛
- Medley: 紅髮白顏/最愛
- 明星
- 紅
- Countdown+Auld Lang Sang
- 月亮代表我的心
- 追